# Mont Bross
Pour les articles homonymes, voir Bross.
Le mont Bross, en anglais Mount Bross, est un sommet montagneux américain dans le comté de Park, au Colorado. Il culmine à 4 320 mètres d'altitude dans le chaînon Mosquito. Il est protégé au sein de la forêt nationale de Pike.